# Tatjana Israilewna Batschelis
Tatjana Israilewna Batschelis (russisch Татьяна Израилевна Бачелис; * 9. Januarjul. / 22. Januar 1918greg. in Kiew; † 18. August 1999 in Moskau) war eine sowjetische bzw. russische Theater- und Filmwissenschaftlerin.

## Leben
Batschelis war die Tochter des Arztes Srul Leibowitsch Batschelis und der Französisch-Lehrerin Nina Saweljewna Batschelis, die erst nach der Geburt der Tochter heirateten. Ihr 16 Jahre älterer Stiefbruder Ilja aus der ersten Ehe des Vaters wurde Journalist und Drehbuchautor. Ihr 15 Jahre älterer Vetter Alexander Batschelis wurde Brücken-Bauingenieur. Mit 14 Jahren geriet sie unter eine Straßenbahn und verlor ein Bein.
Das Studium begann Batschelis 1941 am Moskauer Staatlichen Institut für Theaterkunst in der Theaterwissenschaft-Fakultät. Nach Beginn des Deutschen Angriffskriegs wurde sie mit ihrer Mutter nach Tscheboksary evakuiert. Im September 1942 kehrte sie nach Moskau zurück und setzte das Studium fort, das sie 1946 abschloss. Es folgte die Aspirantur am Institut für Kunstgeschichte der Akademie der Wissenschaften der UdSSR, in dem sie dann als wissenschaftliche Mitarbeiterin bis zum Ende ihres Lebens blieb. Sie verteidigte 1952 ihre Kandidat-Dissertation über die Hauptschaffensperiode Boris Schtschukins mit dem Theaterstück Der Mann mit dem Gewehr und den Filmen Lenin im Oktober und Lenin 1918 mit Erfolg für die Promotion zur Kandidatin der Kunstwissenschaft.
Batschelis' wissenschaftlich-analytische Forschungsarbeit erhielt von der Kritik eine sehr hohe Wertschätzung, wie Edwarda Kusmina im Hinblick auf Batschelis Fellini-Monographie erläuterte. Sie verteidigte 1983 ihre Doktor-Dissertation über Shakespeare und Craig mit Erfolg für die Promotion zur Doktorin der Kunstwissenschaft. Sie war Mitglied des Schriftstellerverbands der UdSSR und des Verbands der Kinematographisten der UdSSR. Ihr letztes Werk mit Bemerkungen über den Symbolismus erschien 1998.
In erster Ehe war Batschelis mit dem Theaterwissenschaftler Jakow Solomonowitsch Feldman (1913–1978) verheiratet und in zweiter Ehe mit dem Theaterwissenschaftler Konstantin Rudnizki (1920–1988).
Batschelis starb am 18. August 1999 in Moskau und wurde auf dem Wagankowoer Friedhof begraben. Ein Sammelband mit ihren Aufsätzen erschien 2007 unter dem Titel Hamlet und Arlecchino.